# ChaNge the WoRLd
「ChaNge the WoRLd」（チェンジ・ザ・ワールド）は、日本の歌手MiChiの2枚目のシングル。

## 解説
メジャーデビューシングル「PROMiSE」から4か月を置いての新作。新曲2曲と、「PROMiSE」収録曲のリミックスバージョン2曲の合計4曲を収録。前作に引き続き、オリジナル曲には全てタイアップが付けられている。

## 収録曲
（全作詞：MiChi／全作曲：Tomokazu “T.O.M” Matsuzawa／全編曲：T.O.M MadNesS）
1. ChaNge the WoRLd
2. One of a Kind
3. PROMiSE [Smart Sports ver.]
4. HEy GirL [XB remix]

## タイアップ
ChaNge the WoRLd
- 日本テレビ系ドラマ『キイナ〜不可能犯罪捜査官〜』主題歌
- エムティーアイ「music.jp」CMソング

One of a Kind
- スバル「DEX」CMソング

## 楽曲の収録アルバム
- UP TO YOU（#1, #2）